# Kömlőd
Kömlőd là một thị trấn thuộc hạt Komárom-Esztergom, Hungary. Thị trấn này có diện tích 22,84 km², dân số năm 2010 là 1225 người, mật độ 54 người/km².